# Прапор Корначівки
Прапор Корначівки — офіційний символ села Корначівка Ярмолинецького району Хмельницької області, затверджений 2 липня 2018р. рішенням №12 сесії сільської ради. Автори - П.Б.Войталюк, К.М.Богатов, В.М.Напиткін.

## Опис
Квадратне полотнище поділене горизонтально на дві - синю і зелену - смуги у співвідношенні 3:1. З нижньої смуги виходять три білих гори, середня вища, в якій чорна арка з білим мурованим порталом, в арці білий смолоскип із жовтим вертикальним полум'ям